# 두가 레이더

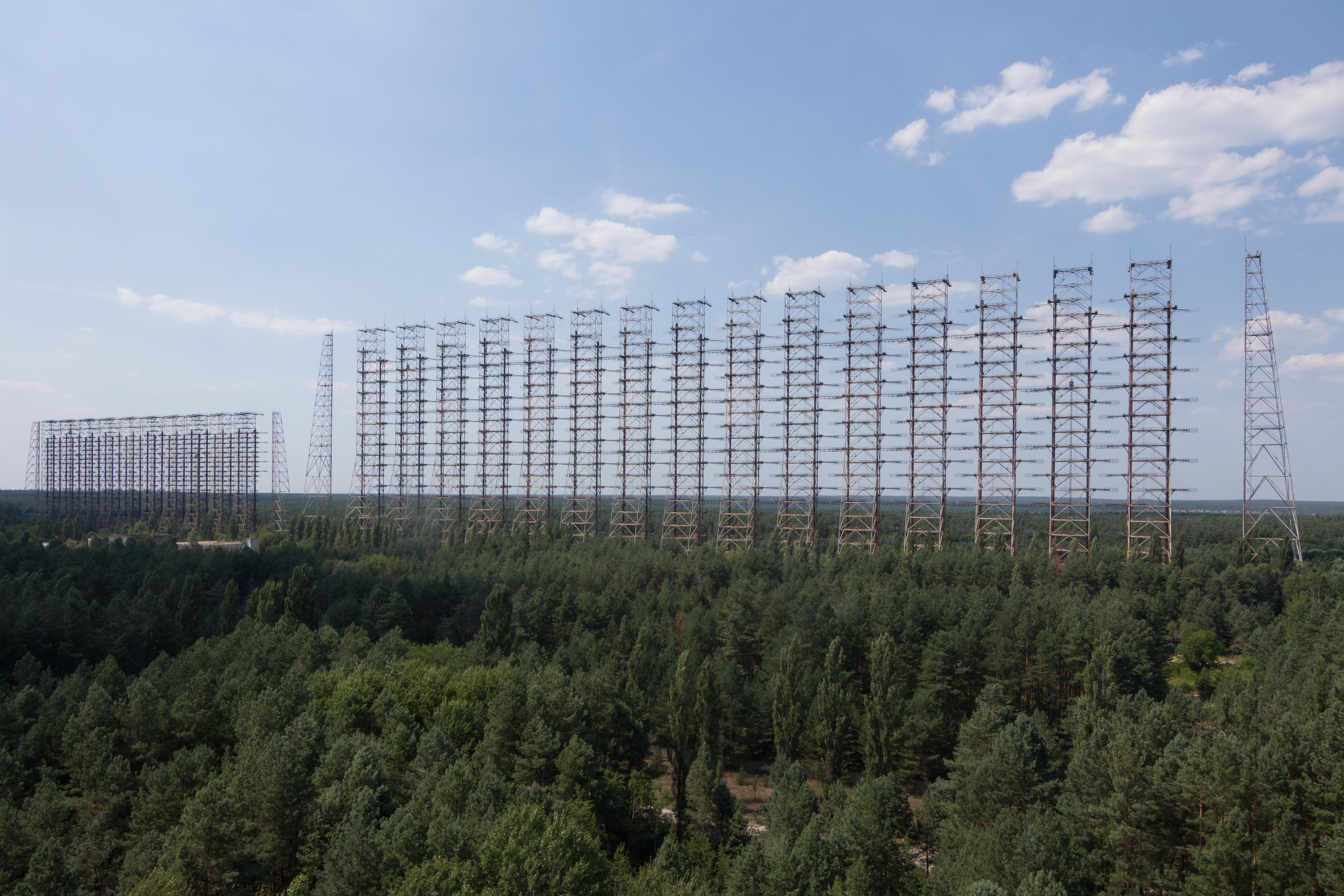

두가(러시아어: Дуга́→호)는 소련이 운용한 거대한 초지평선 레이더로, 1976년부터 1989년 12월까지 서방의 유도탄 공격에 대한 유도탄방어 조기경보레이더 역할을 수행했다. 오늘날의 우크라이나와 연해주에 한 개씩 설치했다. 우크라이나에 설치된 두가 1호기는 초르노빌에 수신기가, 체르니히우에 송신기가 있었다. 연해주에 설치된 두가 2호기는 콤소몰스크나아무레 남쪽 교외에 수신기가, 북쪽 교외에 송신기가 있었다.
두가의 레이더는 매우 강력하여, 10 메가와트 출력의 단파를 방송할 수 있었다. 두가의 레이더파 방송은 사전 경고도 없이 사방팔방의 단파무선에 10 헤르츠의 "뚜다다다다"거리는 소음을 발생시켰고, 단파무선사들에게 러시아의 딱따구리(Russian Woodpecker)라는 별명으로 불렸다. 두가의 강력한 방해전파는 정규방송, 아마추어 무선, 상용 해상 및 항공 통신, 유틸리티 통신을 무차별적으로 교란하여 전세계적으로 수만 건의 불평불만의 대상이 되었다. 워낙 민폐였기에 텔레비전과 무선기를 설계할 때 "딱따구리 상쇄"회로를 추가한 모델들이 나올 정도였다.
소련에서 이 괴전파에 대해 가타부터 입장을 내놓지 않았기 때문에, 냉전시대 당대에는 이것이 소련의 마인드컨트롤이나 기상제어 실험의 일환이라는 음모론이 횡행했다. 하지만 매우 특징적인 펄스 파형 때문에 아마추어 무선사들은 일찍이부터 그 정체가 초지평선 레이더였으리라 짐작하고 있었다. 북대서양조약기구 방첩대 역시 이 쇳덩어리 괴물에게 "스틸워크(STEEL WORK)" 또는 "스틸야드(STEEL YARD)"라는 암호명을 부여하고 예의주시하고 있었다. 무선사들 사이에서 암암리에 그 정체가 추측되었지만, 소련이 망하기 전까지 공식적인 발표는 이를 확인해주지 않았다.
1980년대 후반 들어 방송이 뜸해지더니 1989년 일시에 돌연 중단되었다. 두가 2호기는 뜯어서 고철 처리되었고, 두가 1호기는 녹슨 폐허가 된 채로 체르노빌 원전 근교 제외구역에 서 있다.

## 같이 보기
- 난수방송
- UVB-76